# MK-677
MK-677 (L-163,191) je lek koji deluje kao potentan, oralno aktivan izlučivač hormona rasta. On oponaša GH stimulišuće dejstvo endogenog hormona grelina. Pokazano je da povišava oslobađanje i održava povišene nivoe u plazmi nekoliko hormona među kojima su hormon rasta i IGF-1, i da nema uticaje na nivoe kortizola.
On je trenutno u razvoju kao potencijalni tretman za redukciju nivoa tih hormona, kao što je nedostatak hormona rasta kod dece ili starijih odraslih osoba. Klinička ispitivanja su pokazala da povećava mišićnu masu i gustinu minerala kostiju, što ga potencijalno čini podesnim za lečenje slabosti starijih osoba. On takođe menja metabolizam telesne masnoće tako da možda može da nađe primenu u lečenju gojaznosti.